# Robin Bengtsson
Robin Bengtsson (* 27. dubna 1990 Svenljunga) je švédský popový zpěvák. Reprezentoval Švédsko na Eurovision Song Contest 2017, s písní „I Can't Go On“ se umístil na pátém místě.